# Frinkfalva
Frinkfalva (Frâncenii Boiului) település Romániában, a Partiumban, Máramaros megyében.

## Fekvése
Nagybányától délre, Nagyilondától északra, Szalmapatak és Nagybúny között fekvő település.

## Története
Frinkfalva nevét 1566-ban említette először oklevél [Kis] Zalnapatak néven mint új falut, melyet alapítója Marián vajda Kővár urától, Drágffy Gáspár özvegyétől, bátori (ecsedi) Báthori György feleségétől, somlyói Báthory Annától kapott adományképpen. 1603-ban Frinkfalva, 1639-ben Frinkffalva, 1650-ben Fringfalva, 1733-ban Francsen, 1750-ben Frenczeny, 1913-ban Frinkfalva néven írták.
1592-ben Kővár tartozéka volt, ekkor Frank Péter idevaló lakos és Repedi Tivadar  nevű kenézét is említették. 1603-ban Frinkfalva Jónás vajda birtokaként volt említve, kinek itt 1588-tól volt birtoka, és 1604-ben egy csonka oklevélben az akkori erdélyi császári biztosok Vesscndorfi Krausenek Pál, Hoffmann György és Imhoff Károly Frinkfalvát ugyancsak új adományként adományozták az 1604-ben említett Jónás vajdának. 1650-ben Rákóczi György birtoka volt. 1675-ben a Pap Dán család részére történt tanúvallatás szerint a család ősei Frinkfalvát Románfalvával együtt egészen birták. 1676-ban idevaló nemes a Pap család volt.
1719-ben-ben a kincstár az itteni birtokrészt a gróf Teleki családnak engedte át. 1750-ben egytelkes nemesek: Katona György, Farkas Farkas.
1910-ben 203 lakosából 197 román, 6 magyar volt. Ebből 195 görögkatolikus, 2 görögkeleti ortodox, 6 izraelita volt. A trianoni békeszerződés előtt Szolnok-Doboka vármegye Nagyilondai járásához tartozott.

## Nevezetességek
- Volt görögkatolikus, jelenleg ortodox fatemploma Szent Miklós tiszteletére van szentelve. Harangjait 1876-ban öntötték újra.